# Влков (район Ческе-Будеёвице)
Влков (чеш. Vlkov, бывш. нем. Wilkow) — муниципалитет на юге Чешской Республики, в Южночешском крае. Входит в состав района Ческе-Будеёвице. Один из самых малонаселённых муниципалитетов Чехии. Расположен на расстоянии 16 км к северу от Ческе-Будеёвице, граничит с муниципалитетами Госин (на юге), Драготешице (на северо-востоке) и городом Глубока-над-Влтавоу (на севере и западе). Автобусного сообщения нет, ближайшая автобусная остановка находится в 2,5 км от центра деревни.

## История
Впервые упоминается в 1443 году, до 1850 года относился к имению Глубока-над-Влтавоу.
С 1850 года в составе судебного района Глубока (с 1920 года — Глубока-над-Влтавоу) политического района Будеёвице. После этого до 1923 года был частью муниципалитета Добржеёвице, затем до 1964 года — самостоятельным муниципалитетом. В 1964—1975 годах — часть муниципалитета Драготешице, затем до 1990 года — муниципалитета Шеветин. С 1990 года — самостоятельный муниципалитет.
Имеется часовня св. Яна Непомуцкого 1848 года постройки.

### Изменение административного подчинения
- 1850 год — Австрийская империя, Богемия, край Будеёвице, политический район Будеёвице, судебный район Глубока;
- 1855 год — Австрийская империя, Богемия, край Будеёвице, судебный район Глубока;
- 1868 год — Австро-Венгрия, Цислейтания, Богемия, политический район Будеёвице, судебный район Глубока[6];
- 1920 год — Чехословацкая Республика, Ческе-Будеёвицкая жупания[чеш.], политический район Будеёвице, судебный район Глубока-над-Влтавоу;
- 1928 год — Чехословацкая Республика, Чешская земля, политический район Будеёвице, судебный район Глубока-над-Влтавоу;
- 1939 год — Протекторат Богемии и Моравии, Богемия, область Будвайс, политический район Будвайс, судебный район Фрауэнберг[7];
- 1945 год — Чехословацкая Республика, Чешская земля, административный район Будеёвице, судебный район Глубока-над-Влтавоу[8];
- 1949 год — Чехословацкая республика, Ческе-Будеёвицский край, район Тин-над-Влтавоу[9];
- 1960 год — ЧССР, Южночешский край, район Ческе-Будеёвице;
- 2003 год — Чехия, Южночешский край, район Ческе-Будеёвице, ОРП Ческе-Будеёвице.

## Население
| Год  | Численность | Численность |
| ---- | ----------- | ----------- |
| 1869 | 126         | [ 10 ]      |
| 1880 | 157         | [ 10 ]      |
| 1890 | 126         | [ 10 ]      |
| 1900 | 126         | [ 10 ]      |
| 1910 | 126         | [ 10 ]      |
| 1921 | 141         | [ 10 ]      |
| 1930 | 125         | [ 10 ]      |
| 1950 | 87          | [ 10 ]      |
| 1961 | 90          | [ 10 ]      |
| 1970 | 66          | [ 10 ]      |
| 1980 | 43          | [ 10 ]      |
| 1991 | 28          | [ 10 ]      |
| 2001 | 24          | [ 10 ]      |
| 2014 | 33          | [ 11 ]      |
| 2016 | 32          | [ 12 ]      |
| 2017 | 31          | [ 13 ]      |
| 2018 | 34          | [ 14 ]      |
| 2019 | 41          | [ 15 ]      |
| 2020 | 41          | [ 16 ]      |
| 2021 | 41          | [ 17 ]      |
| 2022 | 43          | [ 18 ]      |
| 2023 | 43          | [ 19 ]      |
| 2024 | 49          | [ 20 ]      |
| 2025 | 49          | [ 3 ]       |

По переписи 2011 года в деревне проживало 25 человек (из них 17 чехов, 1 словак и 1 цыган, в 2001 году — все чехи), из них 11 мужчин и 14 женщин (средний возраст — 48,5 года).
Из 23 человек старше 14 лет 3 имели базовое (в том числе неоконченное) образование, 15 — среднее, включая учеников (из них 5 — с аттестатом зрелости), 4 — высшее (3 магистра).
Из 25 человек 15 были экономически активны (в том числе 1 работающий студент, 2 работающих пенсионера и 1 безработный), 9 — неактивны (5 неработающих пенсионеров, 2 рантье и 2 иждивенца).
Из 14 работающих 5 работали в сельском хозяйстве, 3 — в промышленности, 2 — в строительстве, 1 — в торговле и авторемонте, 1 — в транспортно-складской отрасли, 2 — в риэлторской, научно-технической и административной деятельности.

## Галерея

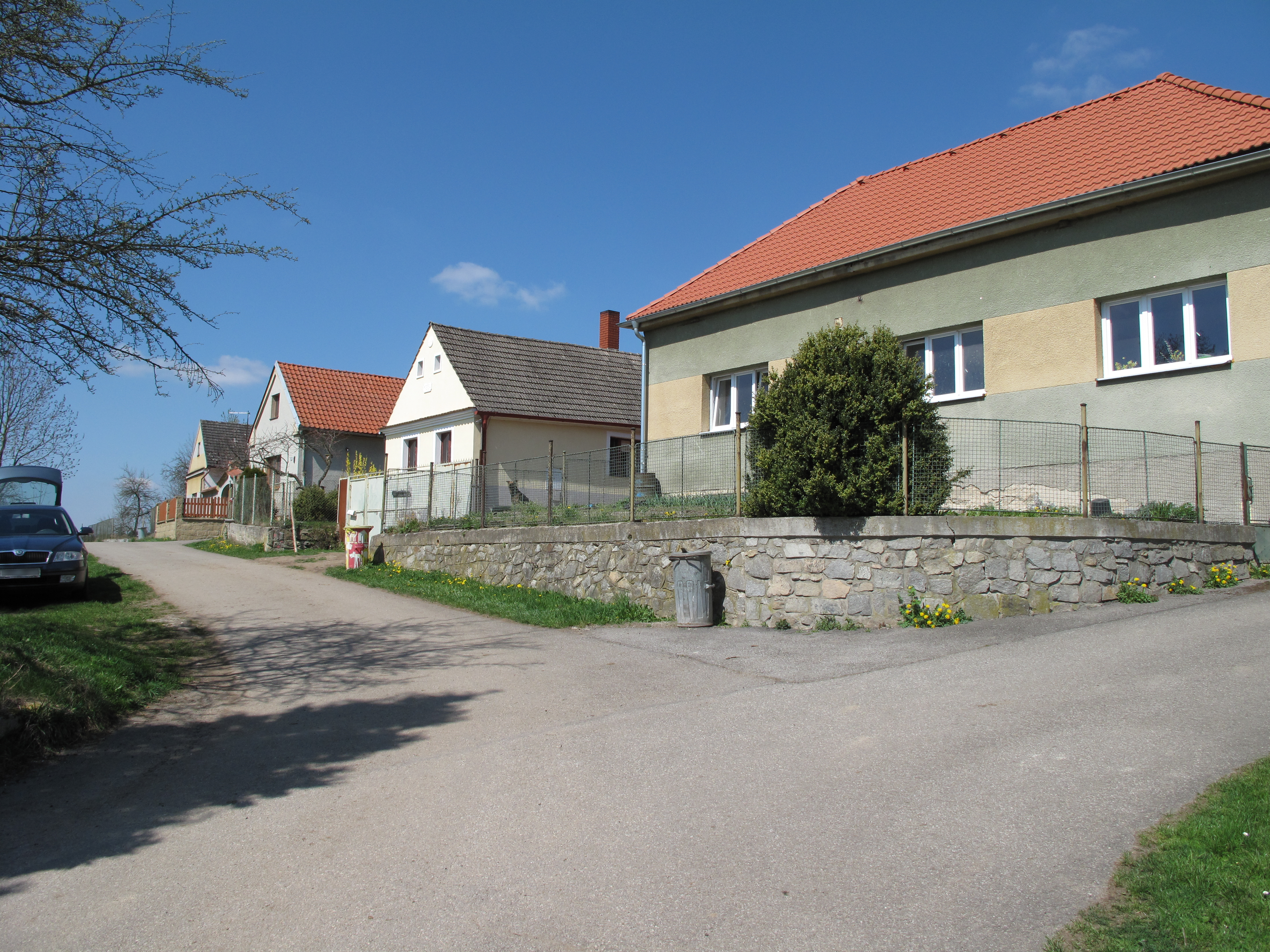
Дома в деревне
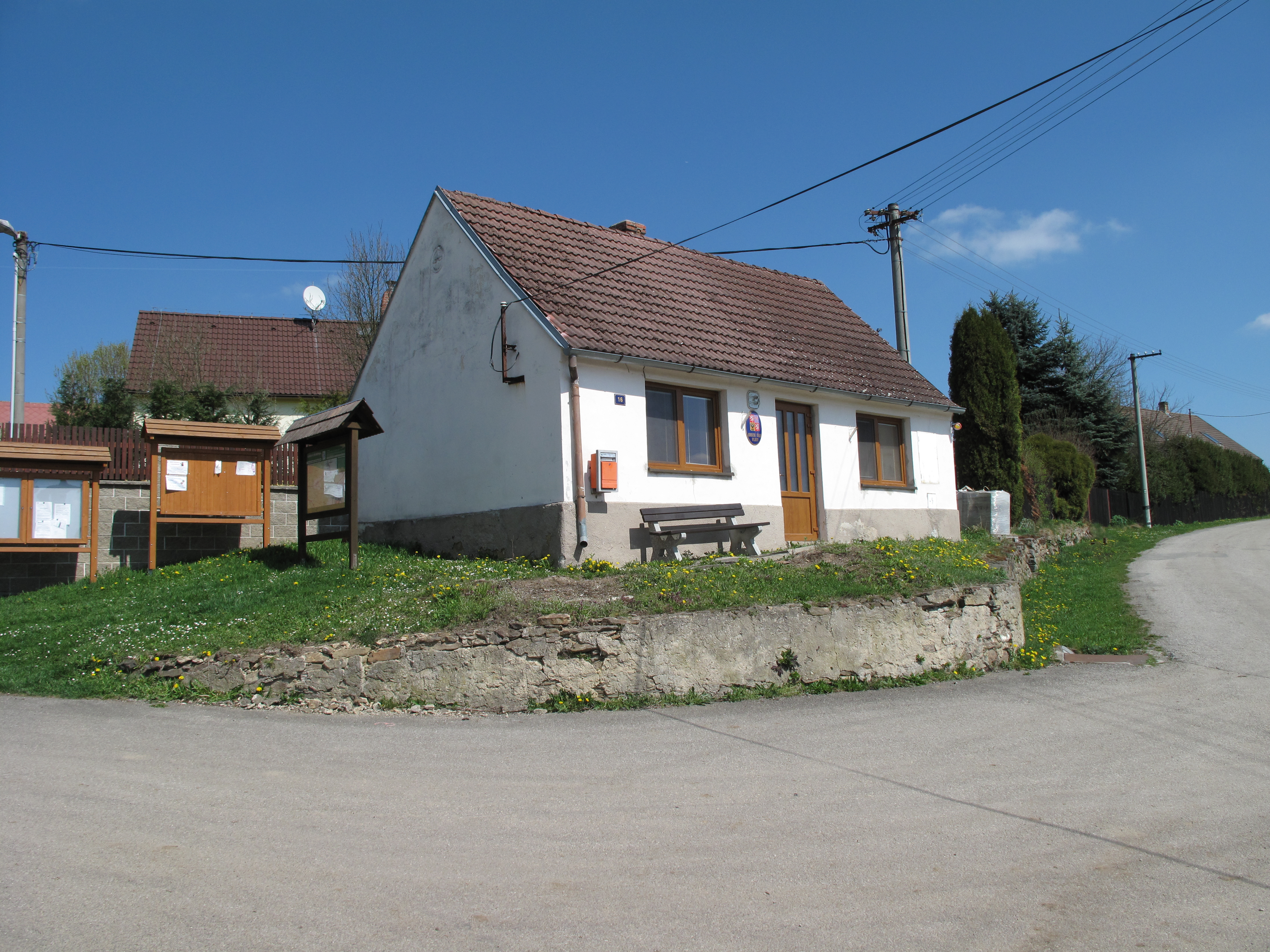
Здание муниципалитета
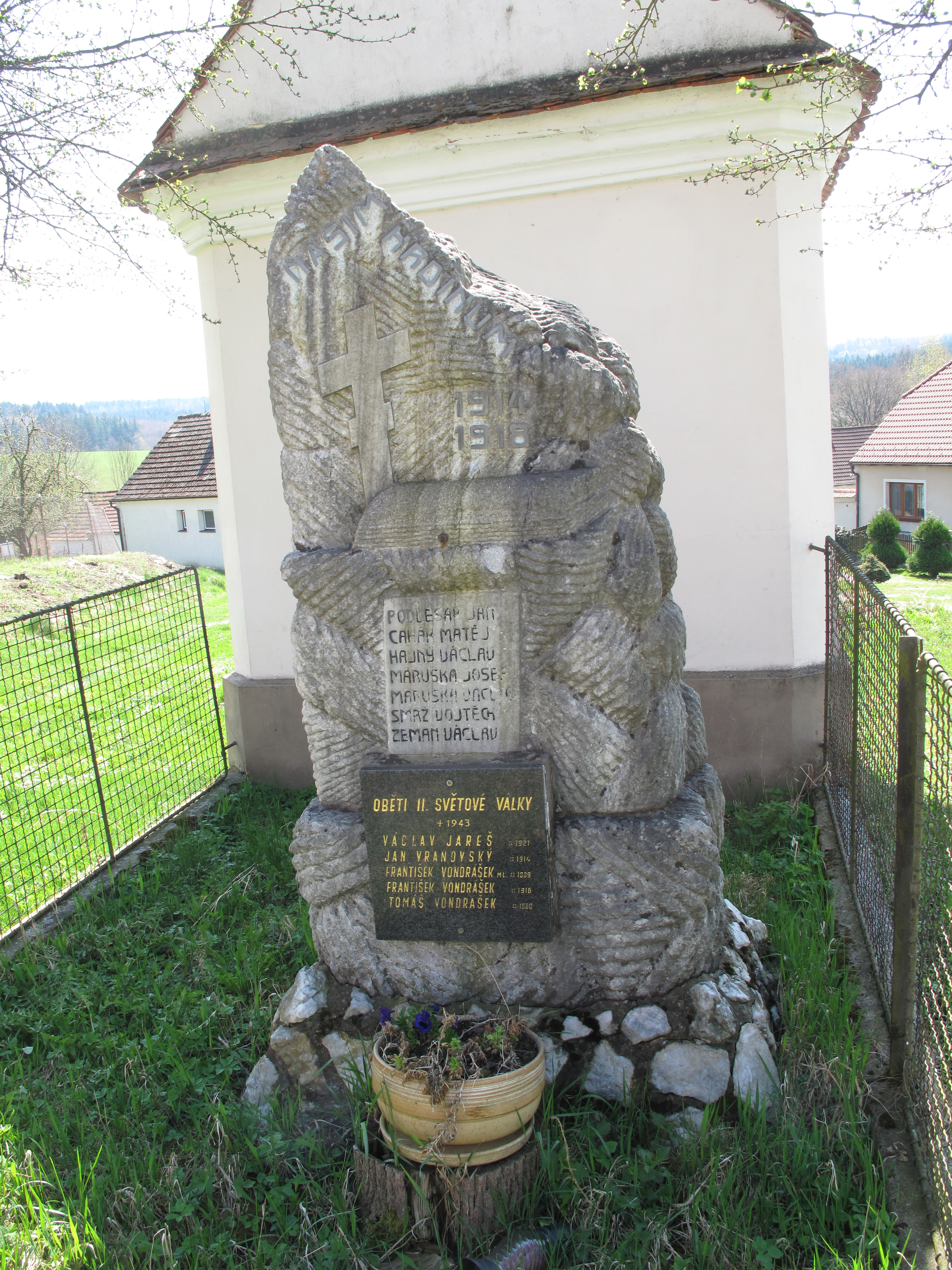
Памятник павшим